# Parmoptila jamesoni
Parmoptila jamesoni là một loài chim trong họ Estrildidae.